# Telêmaco Borba
Telêmaco Borba ist ein brasilianisches Munizip im Inneren des Bundesstaats Paraná. Es hatte 2021 geschätzt 80.588 Einwohner, die sich Telêmaco-Borbenser nennen. Seine Fläche beträgt 1383 km². Es liegt 736 Meter über dem Meeresspiegel.

## Etymologie

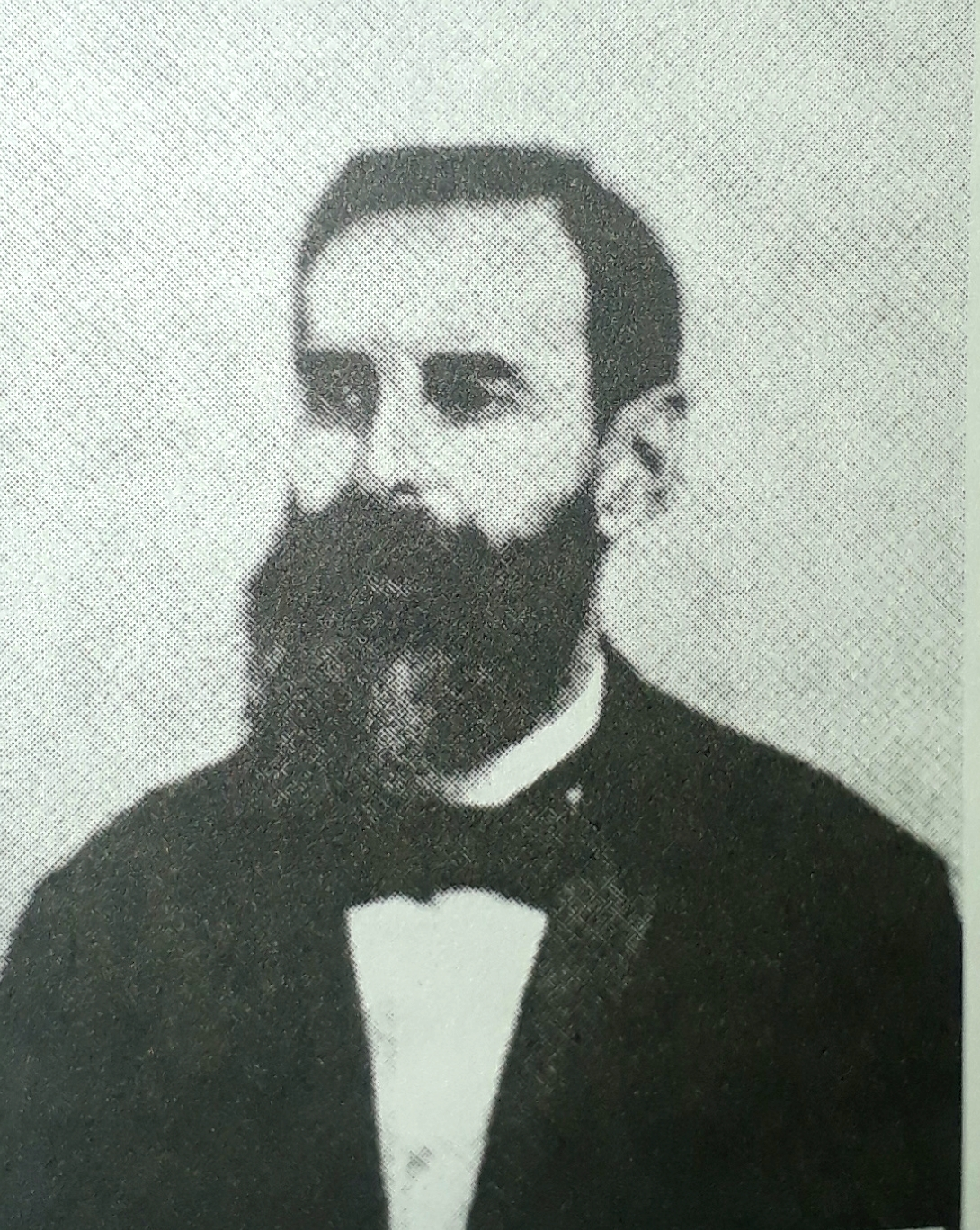
Der Namensgeber Telêmaco Augusto Enéas Morosini Borba

Der Ort entstand auf dem Gelände der Fazenda Monte Alegre, die Ende des 18. Jahrhunderts entstanden war.
Bei der Erhebung zum Distrikt von Tibagi trug der Ort 1961 den Namen Cidade Nova. Diese Neustadt war 1952 durch die Umsiedlung der Belegschaft der Papierfabrik Monte Alegre vom Firmengelände auf die andere Flussseite entstanden.
Zur Muniziperhebung erhielt er seinen heutigen Namen Telêmaco Borba zu Ehren von Telêmaco Augusto Enéas Morosini Borba (* 1840, † 1918). Dieser war ein brasilianischer Militär, Politiker, Schriftsteller und Unternehmer.
Vorausgegangen war eine politische Kontroverse. Denn der Vorschlag kam vom Parlamentspräsidenten Guataçara Borba Carneiro, der damit seinem Großvater Telêmaco Augusto Enéias Morosini Borba aus Tibagi ein Denkmal setzen wollte. Die Befürworter eines Namens mit Industriebezug wie Papelândia, Klabinópolis oder Monte Alegre do Paraná konnten sich dagegen nicht durchsetzen.

## Geschichte

### Vorgeschichte
Archäologische Funde belegen die Anwesenheit von Menschen vor 2000 bis 9000 Jahren. Bei einer Grabung für den Bau des Kraftwerks Mauá am Rio Tibaji zwischen Telêmaco Borba und Ortigueira wurden etwa 50.000 Gegenstände wie zum Beispiel Keramikgefäße und Pfeilspitzen gefunden. Man fand zwei unterirdische Häuser, die wahrscheinlich von Gruppen der Itararé-Tradition, den Vorfahren der einheimischen Kaingang, genutzt wurden.

### Frühe Kolonialzeit
Seit dem Beginn der Kolonisierung Brasiliens zogen die Europäer durch diese Gegend. Es gibt Aufzeichnungen, die die Anwesenheit solcher Entdecker im Alegre-Gebiet seit Anfang des 16. Jahrhunderts belegen. Aleixo Garcia war um 1532 einer der ersten Europäer an diesem Ort. Jahre später, im Jahr 1541, fand eine zweite Expedition statt: Alvar Nunez Cabeza de Vaca machte sich auf den Weg auf die Campos Gerais, um die Gebiete zu erkunden, die nach dem Vertrag von Tordesillas zu Spanien gehörten. Zu dieser Zeit diente das Gebiet als wichtiger Verkehrsweg für die spanische Kolonisation für die Verbindung zwischen Paraguay, der Provinz Guayrá, Vila Rica und São Paulo.

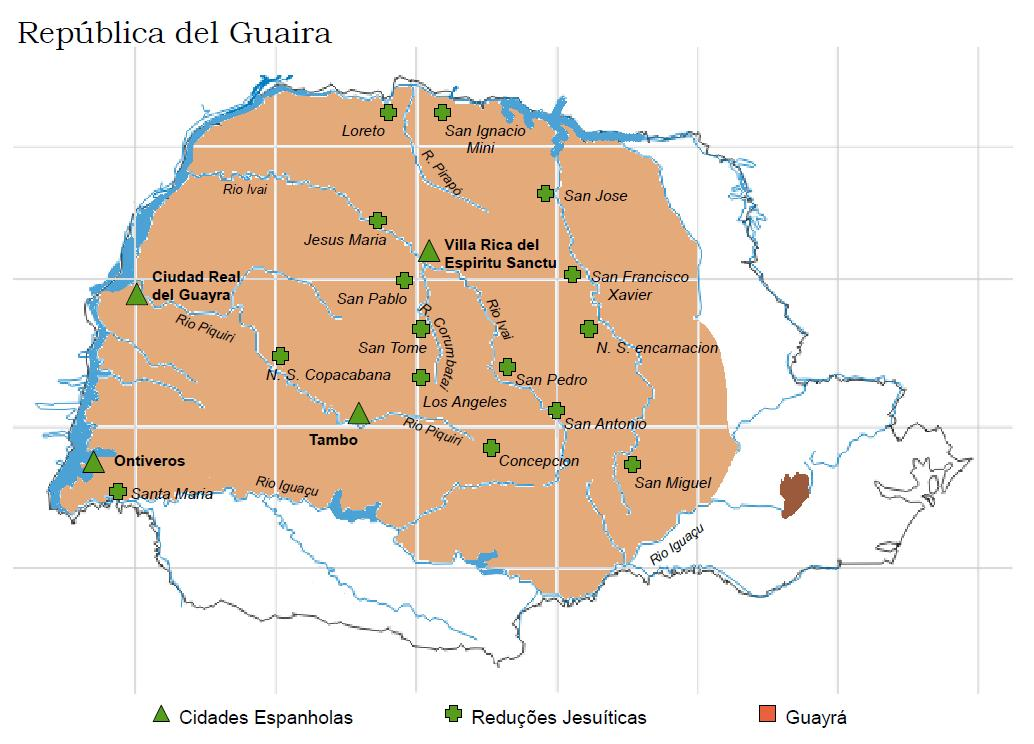
Jesuitenreduktionen in der spanischen Provinz Guayrá

Neben diesen und anderen Entdeckern ließen sich die spanischen Jesuiten zwischen 1557 und 1577 im Gebiet von Paraná nieder und gründeten mehrere Indianerdörfer mit dem Ziel, die Eingeborenen zu missionieren. Die Reduktion Encarnación lag auf dem Gebiet der Fazenda Monte Alegre. Was den Umfang der Katechismusbewegung betrifft, so kamen in zwanzig Jahren mehr als hunderttausend Guaranis, Caiuás und Arés in die Jesuitendörfer. Die Reduktionen wurden jedoch durch Bandeirantes zunichtegemacht, die in den Dörfern Eingeborenen suchten, die bereits an die Arbeit nach europäischem Vorbild gewöhnt waren.
Priester und Dorfbewohner flohen die Flüsse Paranapanema und Paraná hinab. Dies führte zur vorübergehenden Entvölkerung des Gebiets. Etwa 30 Jahre später fanden Kaingang auf der Flucht vor der Ausdehnung von São Paulo hier Zuflucht. Von dieser Zeit an bis zum Beginn des 18. Jahrhunderts kämpften diese Indianer gegen die Ausdehnung der Herrschaftsgebiete der Weißen.

### Bodenschätze und Ausrottung der Urbevölkerung
Seit den Anfängen der europäischen Entdeckungen zog der Ruf reicher Bodenschätze alle möglichen Abenteurer und Entdecker in die Region. Das Vorkommen von Gold ist seit 1720 bekannt und der erste Diamant wurde 1754 gefunden. Ab dieser Zeit zogen die Nachrichten über Edelmetalle am Rio Tibaji viele Menschen an. Es entstand die Siedlung, aus der später das Munizip Tibagi werden sollte, zu dem Telêmaco Borba bis 1964 gehörte.
Der Ursprung von Tibagi im Sinne eines von der portugiesischen Krone anerkannten Ortes erfolgte mit der Vergabe von Sesmarias (Lehen über ausgedehnte Ländereien) an Leute, die die ansässigen Kaingang vertreiben oder ausrotten sollten. Der Bandeirante José Félix wurde zum Hauptfeldwebel ernannt. Er errichtete Mauern um seine Ländereien, die er Fazenda Fortaleza nannte. Da die Indianer dieses Gebiet häufig angriffen, organisierten José Félix und sein Capitão do Mato (Buschverwalter) Antonio Machado Ribeiro eine bewaffnete Miliz (bestehend aus wenigen freien Männern und hauptsächlich aus Sklaven), um die Indianer, die diese Gebiete bewohnten, zu bekämpfen. So fand Ende des 18. Jahrhunderts dort, wo sich heute der Ortsteil Harmonia befindet, der Combate da Mortandade (Schlacht des großen Sterbens) oder Chacina do Tibagi statt. Der Rio Harmonia trug in Erinnerung des Gemetzels den Namen Rio Das Mortandades. Er wurde erst 1941 in Harmonia umbenannt.
Als Belohnung für die Ermordung der Indianer erhielt José Félix von der portugiesischen Krone zahlreiche Ländereien, darunter auch die Fazenda Monte Alegre. Er übertrug seinem Buschkapitän die Felder des Quadranten Iapó-Tibaji, in dem sich bereits einige Bergarbeiteranwesen befanden und der später Sitz der Gemeinde Tibagi werden sollte. Der Besitz von Antonio Machado Ribeiro wurde im Jahr 1794 amtlich registriert.

### Tropeiros
Das Bevölkerungswachstum in der Region Tibagi wurde auch durch den Viehhandel zwischen Rio Grande do Sul und São Paulo angekurbelt. Tropeiros trieben Pferde und Maultiere, aber auch Ochsen und Schweine und transportierten andere Produkte aus Rio Grande do Sul auf die Messen von Sorocaba. Dort wurden sie zur Deckung des Bedarfs in Minas Gerais und in São Paulo verkauft. Ihre Routen führten durch das Gebiet von Telêmaco Borba.
Im Jahr 1912 kam es zu einem weiteren Bergbauboom. Viele Diamantensucher kamen mit ihren Familien aus Minas Gerais, Mato Grosso und Bahia. Sie wurden von der Nachricht über ein ergiebiges Vorkommen großer, klarer Diamanten angelockt, das im Barreirinho-Wasserfall gefunden worden war. das ist die Stelle, wo heute die Brücke von Telêmaco Borba über den Rio Tibaji steht. 1916 löste die Anlage neuer Diamanten- und Kohleminen eine weitere Welle von Einwanderern aus.

### Fehlgeschlagene Kolonisierungspläne
Nach dem Tod von José Félix da Silva wurden die Ländereien der Fazenda Monte Alegre von Familienmitgliedern geerbt, bis der Schwiegersohn seines Enkels 1926 sie für ein großes Vorhaben verwendete. Es handelte sich um ein Kolonisierungsunternehmen, das in der Region investieren wollte. Die Companhia Agrícola e Florestal e Estrada-de-Ferro Monte Alegre hatte die Absicht, eine Nebenbahn zur Anbindung von Monte Alegre an die Estrada de Ferro São Paulo-Rio Grande zu bauen und 5000 Familien aus Deutschland anzusiedeln. Die Companhia wollte die Bodenschätze abbauen und die Landwirtschaft fördern.
Das Vorhaben scheiterte. Zur Finanzierung des Projekts führten die Partner umfangreiche Spekulationen in Europa und Amerika durch. Zusätzlich zum Auslandskapital nahm das Unternehmen Geld vom Banco do Estado do Paraná auf. Die Ausgaben für die Studien und die Gehälter der Techniker überstiegen jedoch das Anfangskapital. So musste 1932 endgültig Konkurs angemeldet werden.
Der einzige Wert, der zur Begleichung der Schulden angeboten werden konnte, waren die Grundstücke selbst. Der Erlös ihrer Versteigerung deckte gerade den Kredit des Banco do Estado do Paraná.

### Entstehen der Klabin S.A.
Die von der Gesellschaft durchgeführten Studien bestätigten den großen Reichtum der Vegetation und wiesen auf die Möglichkeit hin, eine Papier- und Zellstofffabrik zu errichten. Der Bundesinterventor (Gouverneur) von Paraná, Manuel Ribas, bot daraufhin die Fazenda Monte Alegre der Industriellenfamilie Klabin an. Der Letter of Intent wurde 1934 und der endgültige Kaufvertrag 1941 unterzeichnet. Das Werk konnte im Jahr 1947 in Betrieb genommen werden.
Zu Beginn des Projekts lebten etwa 200 Menschen in Monte Alegre. Es waren Nachkommen von Pedro Ferreira Prestes (auch bekannt als Pedro Lagoa), der sich zur Zeit der Kolonisierung hier angesiedelt hatte. Der Bau einer Fabrik im Inneren von Paraná in der Nähe der Rohstoffe erforderte den Aufbau einer kompletten Infrastruktur. Dies gelang mit Unterstützung von Präsident Getúlio Vargas, der mit einem solchen Projekt die staatlichen Ziele der Importsubstitution und der Entwicklung des brasilianischen Binnenlandes förderte.
Um die Rentabilität einer Zellstoff- und Papierfabrik im Inneren von Paraná zu gewährleisten, wurde der Bau einer Unternehmensstadt (minicidade) geplant. Gemeinschaftseinrichtungen, Wohnhäuser, Einzelhandelsgeschäfte, Schulen, Krankenhäuser und Freizeitbereiche sollten dem Unternehmen gehören, das auch den Zu- und Wegzug von Menschen regulierte. Im Werkswohnviertel auf der Fazenda Monte Alegre entstanden die Dörfer Harmonia, Caiubi und Operária. Präsident Vargas wählte als Chefingenieur Luiz Vieira für das Projekt. Dieser dehnte seine Verwaltung auf die verschiedensten Aspekte des Lebens in Monte Alegre aus, auch auf das Privatleben der Arbeiter. Dies entsprach dem gewählten Modell für die Industrialisierung Brasiliens.
Die Aussicht auf ein besseres Leben in Monte Alegre zog viele Menschen an. Im Jahr 1946 hatte die Fazenda 4.104 Einwohner, 1950 waren es bereits mehr als 12.000 Einwohner. Die die Bereitstellung von Wohnraum für die Beschäftigten wurde zunehmend schwieriger. Nach der Konsolidierung der industriellen Produktion sah der von der Klabin S.A. gewählte Plan zur Deaktivierung (der grundsätzlich mit den Projekten der Betriebsstädte verbunden war) die schrittweise Verlagerung der Arbeitnehmer an einen anderen Standort vor. Im Jahr 1952 organisierte Horácio Klabin, einer der Geschäftsführer der Klabin S.A., auf der dem Rio Tibaji gegenüberliegenden Seite einen vom Unternehmen unabhängigen Siedlungskern. Cidade Nova war geboren.
Um den Umzug der Arbeiter von Monte Alegre nach Cidade Nova zu fördern, wurden die Grundstücke auf Ratenzahlung verkauft. Klabin ließ die von seinen Arbeitern und Familien bewohnten Holzhäuser ab- und an der neuen Adresse aufbauen und schenkte sie ihnen. Ebenso ließ die Klabin eine Betonbrücke über den Rio Tibaji und eine Seilbahn bauen.
Das Wachstum der Stadt trug zum Wunsch nach lokaler Unabhängigkeit bei. 1960 wurde sie zum Munizip erhoben. Ihre Gründung war ein politisches Manöver, um die Vorherrschaft der Klabin zu sichern. Bei den Wahlen von 1960 wurde Ney Aminthas de Barros Braga gewählt. Die gesetzgebende Versammlung von Paraná beschloss am 31. Dezember 1960 die Auflösung des Munizips Cidade Nova. Die politischen Diskussionen um die Muniziperhebung von Monte Alegre und Cidade Nova gingen jedoch weiter und führten schließlich 1963 zum Ziel.

### Erhebung zum Munizip
Telêmaco Borba wurde durch das Staatsgesetz Nr. 4738 vom 5. Juli 1963 aus Tibagi ausgegliedert und in den Rang eines Munizips erhoben. Es wurde am 21. März 1964 als Munizip installiert.

## Geografie

### Fläche und Lage
Telêmaco Borba liegt im Tal des Rio Tibaji auf dem Segundo Planalto Paranaense (der Zweiten oder Ponta-Grossa-Hochebene von Paraná). Seine Fläche beträgt 1.383 km². Es liegt auf einer Höhe von 736 Metern.

### Geologie und Böden
Die Böden des Munizips weisen hauptsächlich zwei Arten auf, nämlich den gelb-roten Podsol und den dunkelroten Latosol. Die Steinkohle in der Gemeinde wurde stark abgebaut, Die Gesteine stammen aus dem Paläozoikum (unteres Perm). Es sind Gesteine der Itararé-Gruppe sowie grauer Schluff, Sandstein und Diamiktit sowie Kohleflöze.

### Vegetation
Das Biom von Telêmaco Borba ist Mata Atlântica.
Die ursprüngliche Vegetation von Telemaco Borba bestand aus Weidewäldern mit als Edelhölzern wie Araukarien, Zedern, Peroba und Santos-Palisander.
Infolge der Verwendung von Rohstoffen wurden die Araukarienwälder selten. Es begann die Wiederaufforstung begann, wobei die lokale Flora allmählich durch skandinavische Arten wie Pinus Ellioti und Weihrauchkiefern und dem schnellwachsenden australischen Eukalyptus ersetzt wurde. Derzeit ist die Gemeinde ist umgeben von einer großen Aufforstungsfläche, der den Rohstoff für die Klabin-Werke liefert.

### Klima
Das Klima ist gemäßigt warm. Es werden hohe Niederschlagsmengen verzeichnet (1437 mm pro Jahr). Im Jahresdurchschnitt liegt die Temperatur bei 19,3 °C. Die Klimaklassifikation nach Köppen und Geiger lautet Cfa.

### Gewässer

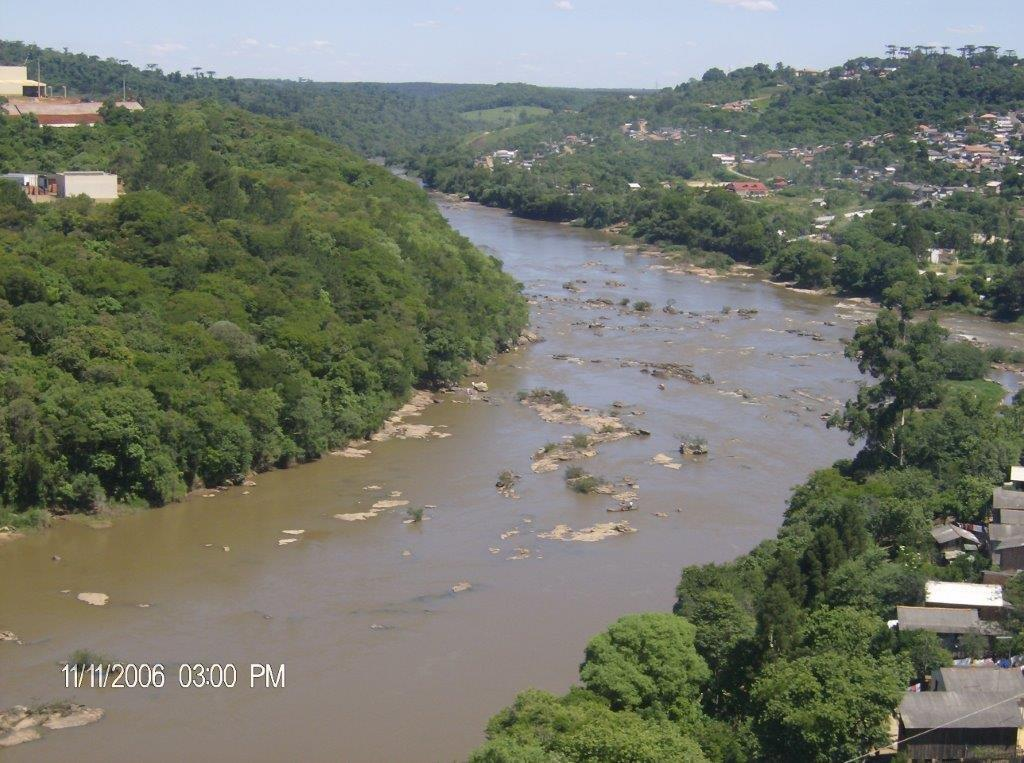
Tibaji-Tal in Telêmaco Borba

Telêmaco Borba liegt im Einzugsgebiet des Rio Tibaji. Dieser fließt auf der westlichen Grenze des Munizip von Süd nach Nord, wobei er im Bereich der Kernstadt die Grenze links liegen lässt. Sein Tal trennt die Kernstadt von ihrem Vorort Harmonia, in dem sich auch ein großes Papier-Werk des Hauptarbeitgebers Klabin S.A. befindet.
Von links fließt der Rio Imbauzinho bis zu seiner Mündung in den Rio Tibaji ein kurzes Stück entlang der Grenze zu Imbaú. Der Rio Alegre bildet zusammen mit seinem linken Zufluss Rio Faisqueira die südöstliche Grenze des Munizips. Im Norden wird es vom Rio das Antas begrenzt.

### Straßen
Telêmaco Borba ist über die Rodovia do Papel (PR-160) mit der Rodovia do Café (BR-376) bei Imbaú verbunden. Nach Norden führt die Rodovia do Papel nach Curiúva und Figueira.

### Eisenbahn
Die Papierfabrik Klabin S.A. Monte Alegre verfügt über einen Schienenweg der Rede Ferroviária Federal S/A (RFFSA, derzeit América Latina Logística ALL). Die Region wird nur von Güterzügen bedient, die die Produktion der Klabin S.A. nach Ponta Grossa und von dort weiter nach Paranaguá transportieren.

### Flughafen
Drei Kilometer westlich vom Stadtzentrum befindet sich der Flughafen Telêmaco Borba. Über diesen von der Klabin S.A. betriebenen Privatflughafen wird auch drei Mal wöchentlich eine öffentliche Flugverbindung in die Staatshauptstadt Curitiba hergestellt.

### Nachbarmunizipien
| Ortigueira |                                             | Curiúva  |
|            | Kompassrose, die auf Nachbargemeinden zeigt | Ventania |
| Imbaú      |                                             | Tibagi   |

## Stadtverwaltung
Bürgermeister: Marcio Artur de Matos, PDT (2021–2024)
Vizebürgermeisterin: Rita Mara de Paula Araujo, PL (2021–2024)

## Demografie

### Bevölkerungsentwicklung
| Jahr | Einwohner | Stadt | Land |
| ---- | --------- | ----- | ---- |
| 1970 | 37.238    | 62 %  | 38 % |
| 1980 | 54.583    | 66 %  | 34 % |
| 1991 | 64.963    | 84 %  | 16 % |
| 2000 | 61.238    | 95 %  | 5 %  |
| 2010 | 69.872    | 98 %  | 2 %  |
| 2021 | 80.588    |       |      |

Quelle: IBGE, bis 2010: Volkszählungen und für 2021: Schätzung

### Ethnische Zusammensetzung
| Gruppe * | 1991    | 2000    | 2010    | wer sich als …                                                                   |
| --- | ------- | ------- | ------- | -------------------------------------------------------------------------------- |
| Weiße | 76,7 %  | 81,1 %  | 70,4 %  | weiß bezeichnet                                                                  |
| Schwarze | 3,0 %   | 1,6 %   | 2,2 %   | schwarz bezeichnet                                                               |
| Gelbe | 0,2 %   | 0,3 %   | 0,4 %   | von fernöstlicher Herkunft wie japanisch, chinesisch, koreanisch etc. bezeichnet |
| Braune | 19,9 %  | 16,4 %  | 26,9 %  | braun oder als Mischung aus mehreren Gruppen bezeichnet                          |
| Indigene | 0,0 %   | 0,1 %   | 0,2 %   | Ureinwohner oder Indio bezeichnet                                                |
| ohne Angabe | 0,1 %   | 0,5 %   | 0,0 %   |                                                                                  |
| Gesamt | 100,0 % | 100,0 % | 100,0 % |                                                                                  |
| *) Das IBGE verwendet für Volkszählungen ausschließlich diese fünf Gruppen. Es verzichtet bewusst auf Erläuterungen. Die Zugehörigkeit wird vom Einwohner selbst festgelegt. |         |         |         |                                                                                  |

Quelle: IBGE (Stand: 1991, 2000 und 2010)

## Kultur und Sehenswürdigkeiten

### Bondinho

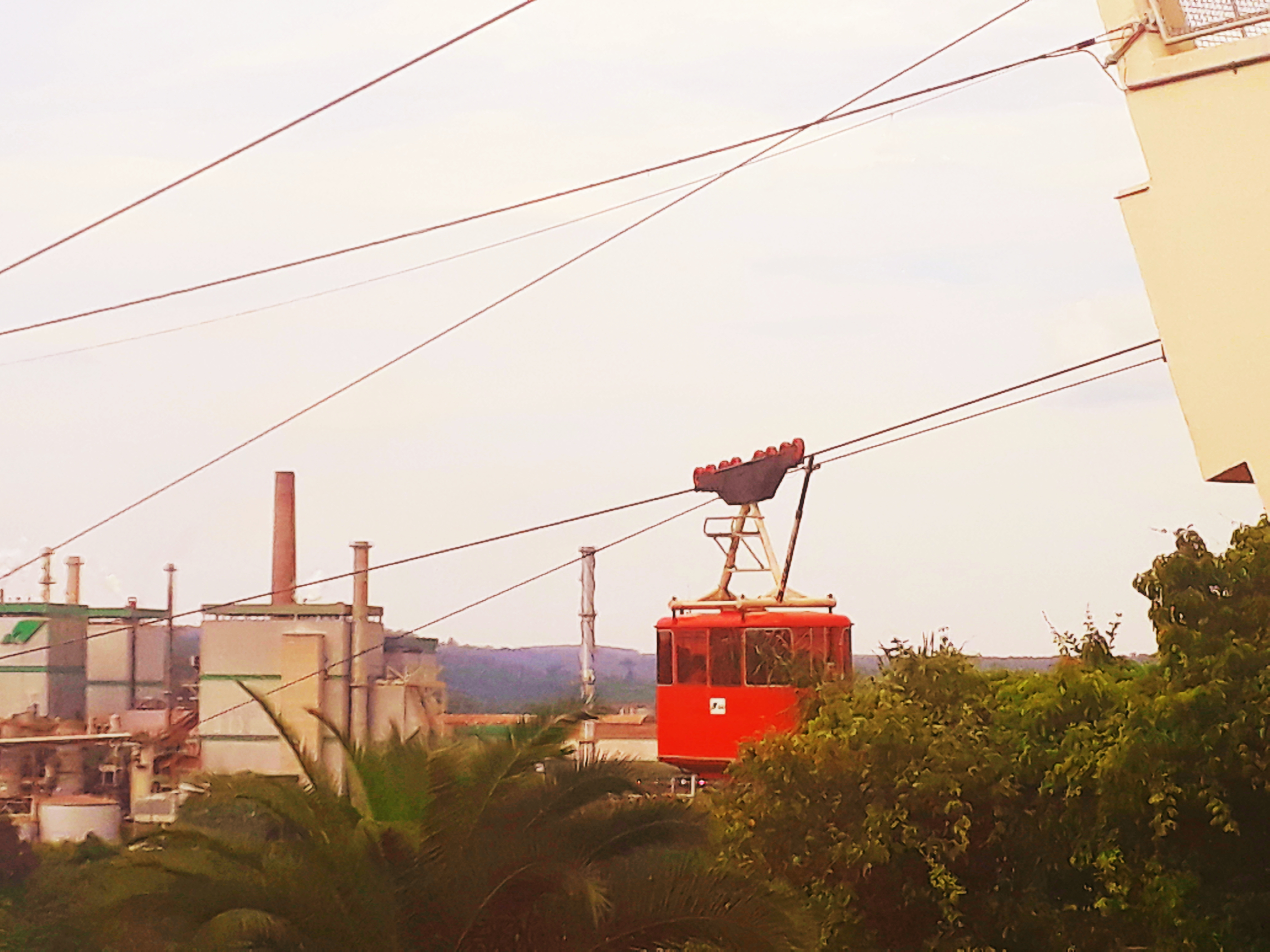
Seilbahn über das Tibaji-Tal zwischen Kernstadt und Klabin S.A.-Werk Monte Alegre

Die Fabrik ist durch ein etwa 110 m tiefes Flusstal von der Stadt getrennt. Neben einer Brücke ist die Fabrik über eine 1318 m lange Seilbahn (Luftseilbahn Telêmaco Borba) mit der Stadt verbunden. Laut einem Schild in der Gondel der Seilbahn stammt diese vom Stahlwerk Georgsmarienhütte aus dem Jahr 1953.

### Parks
Der Parque Ecológico wurde 1980 von der Klabin S.A. auf der Fazenda Monte Alegre eingerichtet. Der Park hat eine Gesamtfläche von 112 km², von denen 80 km² mit ursprünglichen Araukarienwäldern bedeckt sind. Der Park beherbergt eine Aufzuchtstation für Waldtiere.

### Umweltpfad
Die 1996 angelegte Trilha das Águas lässt Wasser in den verschiedensten Formen beobachten, von Quellen über kleine Bäche bis hin zu größeren Flüssen mit natürlichen Wasserfällen. Der Pfad ist 3100 Meter lang.

### Museum
Das Fauna- und Flora-Museum im Parque Ecológico stellt auf einer Fläche von 70 m² Exemplare der einheimischen Flora und Fauna ausg. Die zoologische Sammlung besteht aus etwa 600 Stücken, darunter 165 ausgestopfte Tiere, 25 Skelette, 110 Schädel, 150 in Spiritus konservierte Stücke. Das Museum verfügt auch über ein Insektarium, ein Serpentarium für ungiftige (lebende) Schlangen und eine Sammlung von Exzikaten, Karpotheken und Xylotheken der Baumflora von Monte Alegre. Es ist eines der umfangreichsten Museen für Fauna und Flora der Region.

### Natur
Im Munizipgebiet befindet sich eine Reihe von Wasserfällen:
- Cachoeirão am Rio Quebra-Perna
- Cachoeira do Rio Alegre
- Cachoeira Grande am Rio Tibaji etwa 13 km oberhalb des Stadtzentrums
- Salto da Conceição mit 20 m Fallhöhe am Rio Tibaji etwa 40 km oberhalb des Stadtzentrums
- Vale das Pedras mit 15 m Fallhöhe am Rio Imbaú[2]

Es gibt zwei größere Höhlen auf dem Gebiet vn Telêmco Borba:
- Primeira Caverna (Caverna da Mandaçaia): in der Nähe der Lagoa da Mandaçaia. Sie hat eine Halle mit 40 m2 und einer Höhe von durchschnittlich 3 m. Am Eingang ist ein 5 m hoher Wasserfall. Die zweite Halle hat 180 m² Fläche und eine mittlere Höhe von 6 m.
- Segunda Caverna: sie besteht aus einer Halle mit 70 m2 und einer Höhe von 10 m.

## Wirtschaft

### Papier

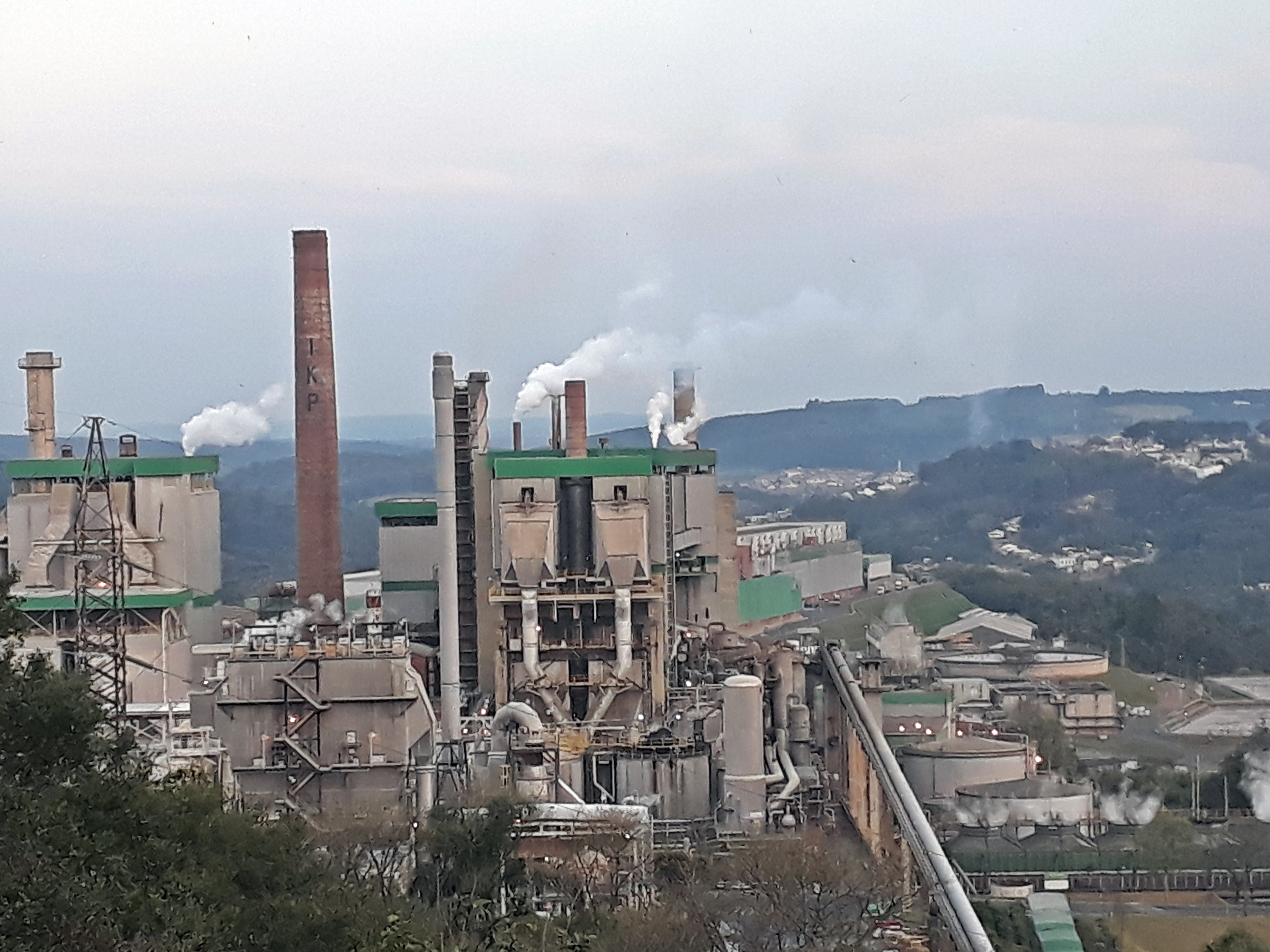
Klabin-Hauptwerk Monte Alegre

Hauptwirtschaftszweig ist die Papierindustrie. In dem Ort befindet sich eine Papierfabrik der Klabin S.A., was ihm den Städtespitznamen Capital Nacional do Papel (Hauptstadt des Papiers) einbrachte.

### Kraftwerke
Die Wasserkraft des Tibaji selbst wird an der Talsperre des Wasserkraftwerks Governador Jayme Canet Júnior (früher Usina Hidrelétrica Mauá) genutzt. Es wurde 2012 an der nördlichen Grenze des Munizips in Betrieb genommen. Es leistet 363 MW.
Das Wasserkraftwerk Presidente Vargas wurde 1953 etwa 600 m unterhalb des heutigen Großkraftwerks nahe der Mündung des Rio das Antas in Betrieb genommen. Es diente der Versorgung der Klabin-Werke und der dazugehörenden Wohnsiedlungen auf der Fazenda Monte Alegre.

### Kennzahlen
Mit einem Bruttoinlandsprodukt pro Einwohner von 45.262,30 R$ (rund 10.000 €) lag Telêmaco Borba 2019 an 48. Stelle der 399 Munizipien Paranás.
Sein hoher Index der menschlichen Entwicklung von 0,734 (2010) setzte es auf den 71. Platz der paranaischen Munizipien.